# Кубок Норвегії з футболу 2012
Кубок Норвегії з футболу 2012 — 107-й розіграш кубкового футбольного турніру в Норвегії. Титул вперше здобув клуб Годд, який на час проведення змагань виступав у другому за рангом футбольному дивізіоні Норвегії.

## Календар
| Раунд                        | Дата                        | Матчі | Клуби     |
| ---------------------------- | --------------------------- | ----- | --------- |
| Перший кваліфікаційний раунд | 22 березня - 12 квітня 2012 | 98    | 275 → 177 |
| Другий кваліфікаційний раунд | 14-18 квітня 2012           | 49    | 177 → 128 |
| Перший раунд                 | 1-3 травня 2012             | 64    | 128 → 64  |
| Другий раунд                 | 9-10 травня 2012            | 32    | 64 → 32   |
| 1/16 фіналу                  | 20 червня 2012              | 16    | 32 → 16   |
| 1/8 фіналу                   | 27 червня - 5 липня 2012    | 8     | 16 → 8    |
| 1/4 фіналу                   | 18-19 серпня 2012           | 4     | 8 → 4     |
| 1/2 фіналу                   | 26-27 вересня 2012          | 2     | 4 → 2     |
| Фінал                        | 25 листопада 2012           | 1     | 2 → 1     |

## 1/16 фіналу
| Команда 1           | Рахунок         | Команда 2        |
| ------------------- | --------------- | ---------------- |
| 20 червня 2012      |                 |                  |
| Аскер (3)           | 2:1             | Стабек           |
| Улленсакер/Кіса (2) | 0:3             | Ліллестрем       |
| Конгсвінгер (2)     | 0:1             | Старт (2)        |
| Рауфосс (3)         | 2:3             | Одд Гренланн     |
| Стремсгодсет (2)    | 3:2             | Нутодден (2)     |
| Алта (2)            | 2:2 дч пен. 4:5 | Буде-Глімт (2)   |
| Тромсе              | 4:0             | Тромсдален (2)   |
| Олесунн             | 4:0             | Бюосен (3)       |
| Молде               | 3:2             | Гам-Кам (2)      |
| Нест-Сотра (3)      | 0:3             | Бранн            |
| Гаугесун            | 8:2             | Егерсунд (3)     |
| Осане (3)           | 0:2             | Вікінг           |
| Мйондален (2)       | 2:2 дч пен. 3:1 | Генефосс         |
| Русенборг           | 4:0             | Квік Халден (3)  |
| Годд (2)            | 2:1 дч          | Сарпсборг 08 (2) |
| Саннефіорд (2)      | 3:1 дч          | Волеренга        |

## 1/8 фіналу
| Команда 1        | Рахунок         | Команда 2     |
| ---------------- | --------------- | ------------- |
| 27 червня 2012   |                 |               |
| Молде            | 4:3             | Русенборг     |
| 4 липня 2012     |                 |               |
| Стремсгодсет (2) | 6:1             | Мйондален (2) |
| Буде-Глімт (2)   | 4:0             | Ліллестрем    |
| Вікінг           | 2:3 дч          | Бранн         |
| Одд Гренланн     | 0:2             | Гаугесун      |
| Старт (2)        | 1:1 дч пен. 1:4 | Тромсе        |
| 5 липня 2012     |                 |               |
| Годд (2)         | 7:0             | Аскер (3)     |
| Саннефіорд (2)   | 2:1 дч          | Олесунн       |

## 1/4 фіналу
| Команда 1      | Рахунок         | Команда 2        |
| -------------- | --------------- | ---------------- |
| 18 серпня 2012 |                 |                  |
| Молде          | 2:1             | Саннефіорд (2)   |
| Гаугесун       | 2:2 дч пен. 4:5 | Годд (2)         |
| 19 серпня 2012 |                 |                  |
| Тромсе         | 1:0             | Буде-Глімт (2)   |
| Бранн          | 4:3             | Стремсгодсет (2) |

## 1/2 фіналу
| Команда 1       | Рахунок | Команда 2 |
| --------------- | ------- | --------- |
| 26 вересня 2012 |         |           |
| Тромсе          | 2:1     | Молде     |
| 27 вересня 2012 |         |           |
| Годд (2)        | 3:1     | Бранн     |

## Фінал
| 25 листопада 2012 14:15 (EEST) |

| Годд (2)   | 1:1 дч   | Тромсе   |
| ---------- | -------- | -------- |
| Селлін 62' | Протокол | Сісс 87' |

| Уллевол, Осло Глядачів: 24 217 Арбітр: К'єтіл Селен |

|                                              |     | Пенальті                       |  |
| Латіфу · Нільсен · Гелланн · Сандал · Рекдал | 4:2 | Орст · Драге · Йохансен · Сісс |  |